# Equipos participantes del Campeonato mundial de baloncesto de 2006
Para el XV Campeonato Mundial de Baloncesto de 2006, que se celebró en Japón entre el 19 de agosto y el 3 de septiembre de 2006, 24 equipos participaron en la Fase Final (1-Sede, 1-Campeón Olímpico, 20-Eliminatorias y 4-Invitación). Los 24 equipos participantes fueron divididos en cuatro grupos de seis integrantes. De cada grupo, los cuatro mejores equipos se clasificarán para una segunda fase de eliminación directa, para determinar al campeón del evento.
Previamente, 56 equipos participaron en el proceso clasificatorio de cada continente, clasificando finalmente 6+3 equipos de Europa (incluyendo 3 por invitación), 4+2 de América (incluyendo 1 como Campeón Olímpico y 1 por invitación), 3+1 de Asia (incluyendo el organizador), 3 de África y 2 de Oceanía. De éstos, 3 equipos participan por primera vez en la Fase Final, aunque cabe destacar que Serbia y Montenegro ya había participado como Yugoslavia.
Los equipos participantes en la Fase Final fueron:
| Equipo                   | Equipo         | Campeonatos        | Participaciones previas | Participaciones previas | Participaciones previas |
| Equipo                   | Equipo         | Campeonatos        | Total                   | Cons.                   | Última                  |
| ------------------------ | -------------- | ------------------ | ----------------------- | ----------------------- | ----------------------- |
| Bandera de Alemania      | Alemania       |                    | 4                       | 2                       | 2002                    |
| Bandera de Angola        | Angola         |                    | 5                       | 2                       | 2002                    |
| Bandera de Argentina     | Argentina      | (1950)             | 11                      | 6                       | 2002                    |
| Bandera de Australia     | Australia      |                    | 9                       | 9                       | 2002                    |
| Bandera de Brasil        | Brasil         | (1959, 1963)       | 15                      | 15                      | 2002                    |
| Bandera de China         | China          |                    | 7                       | 2                       | 2002                    |
| Bandera de Eslovenia     | Eslovenia      |                    | 1                       | 1                       | -                       |
| Bandera de España        | España         |                    | 9                       | 7                       | 2002                    |
|                          | Estados Unidos | (1954, 1986, 1994) | 15                      | 15                      | 2002                    |
| Bandera de Francia       | Francia        |                    | 5                       | 1                       | 1986                    |
| Bandera de Grecia        | Grecia         |                    | 5                       | 1                       | 1998                    |
| Bandera de Italia        | Italia         |                    | 8                       | 1                       | 1998                    |
| Bandera de Japón         | Japón          |                    | 4                       | 1                       | 1998                    |
| Bandera de Líbano        | Líbano         |                    | 2                       | 2                       | 2002                    |
| Bandera de Lituania      | Lituania       |                    | 2                       | 1                       | 1998                    |
| Bandera de Nigeria       | Nigeria        |                    | 2                       | 1                       | 1998                    |
| Bandera de Nueva Zelanda | Nueva Zelanda  |                    | 3                       | 2                       | 2002                    |
| Bandera de Panamá        | Panamá         |                    | 4                       | 1                       | 1986                    |
| Bandera de Puerto Rico   | Puerto Rico    |                    | 11                      | 6                       | 2002                    |
| Bandera de Catar         | Catar          |                    | 1                       | 1                       | -                       |
| Bandera de Senegal       | Senegal        |                    | 3                       | 1                       | 1998                    |
| Bandera de Turquía       | Turquía        |                    | 2                       | 2                       | 2002                    |
| Bandera de Venezuela     | Venezuela      |                    | 3                       | 2                       | 2002                    |

*: Hereda los números de Yugoslavia

## Plantillas

### Grupo A

#### Argentina
Entrenador: Sergio Santos Hernández
| #  | Pos   | Nombre             | Año nac | Equipo            |
| -- | ----- | ------------------ | ------- | ----------------- |
| 4  | Pívot | Luis Scola         | 1980    | TAU Cerámica      |
| 5  | Base  | Manu Ginóbili      | 1977    | San Antonio Spurs |
| 6  | Base  | Pepe Sánchez       | 1977    | Unicaja Málaga    |
| 7  | Pívot | Fabricio Oberto    | 1975    | San Antonio Spurs |
| 8  | Alero | Walter Herrmann    | 1980    | Charlotte Bobcats |
| 9  | Alero | Gabriel Fernández  | 1976    | Whirlpool Varese  |
| 10 | Base  | Carlos Delfino     | 1982    | Detroit Pistons   |
| 11 | Base  | Pablo Prigioni     | 1977    | TAU Cerámica      |
| 12 | Alero | Leonardo Gutiérrez | 1978    | Boca Juniors      |
| 13 | Alero | Andrés Nocioni     | 1979    | Chicago Bulls     |
| 14 | Base  | Daniel Farabello   | 1976    | Whirlpool Varese  |
| 15 | Pívot | Rubén Wolkowyski   | 1973    | Khimki            |

#### Francia
Entrenador: Claude Bergeaud
| #  | Pos   | Nombre           | Año nac | Equipo                   |
| -- | ----- | ---------------- | ------- | ------------------------ |
| 4  | Base  | Joseph Gomis     | 1978    | Grupo Capitol Valladolid |
| 5  | Alero | Mickaël Gelabale | 1983    | Seattle SuperSonics      |
| 6  | Base  | Aymeric Jeanneau | 1978    | Cholet                   |
| 7  | Alero | Laurent Foirest  | 1973    | ASVEL Villeurbanne       |
| 8  | Base  | Mickaël Piétrus  | 1982    | Golden State Warriors    |
| 9  | Alero | Mamoutou Diarra  | 1980    | Chalons-sur-Sâone        |
| 10 | Base  | Yannick Bokolo   | 1985    | Le Mans                  |
| 11 | Alero | Florent Piétrus  | 1981    | Unicaja Málaga           |
| 12 | Pívot | Johan Petro      | 1986    | Seattle SuperSonics      |
| 13 | Alero | Boris Diaw       | 1982    | Phoenix Suns             |
| 14 | Alero | Ronny Turiaf     | 1983    | Los Angeles Lakers       |
| 15 | Pívot | Frédéric Weis    | 1977    | Lagun Aro Bilbao         |

#### Líbano
Entrenador: Paul Coughter
| #  | Pos   | Nombre          | Año nac | Equipo       |
| -- | ----- | --------------- | ------- | ------------ |
| 4  | Base  | Jean Abdel-Nour | 1983    | Blue Stars   |
| 5  | Pívot | Hussein Tawbe   | 1982    | Al-Riyadhi   |
| 6  | Base  | Ali Mahmoud     | 1983    | Al-Riyadhi   |
| 7  | Base  | Rony Fahed      | 1981    | Blue Stars   |
| 8  | Base  | Omar El Turk    | 1981    | Al-Riyadhi   |
| 9  | Alero | Brian Beshara   | 1977    | Blue Stars   |
| 10 | Alero | Bassem Balaa    | 1981    | Club Sagesse |
| 11 | Pívot | Joe Vogel       | 1973    | Al-Riyadhi   |
| 12 | Alero | Ali Fakhreddine | 1983    | Al-Riyadhi   |
| 13 | Alero | Sabah Khoury    | 1982    | Champville   |
| 14 | Pívot | Roy Samaha      | 1984    | Blue Stars   |
| 15 | Alero | Fadi El Khatib  | 1979    | Club Sagesse |

#### Nigeria
Entrenador: Sanni Ahmed
| #  | Pos   | Nombre             | Año nac | Equipo                      |
| -- | ----- | ------------------ | ------- | --------------------------- |
| 4  | Base  | Josh Akognon       | 1986    | Washington State University |
| 5  | Alero | Ekene Ibekwe       | 1985    | University of Maryland      |
| 6  | Base  | Chamberlain Oguchi | 1986    | University of Oregon        |
| 7  | Alero | Ime Udoka          | 1977    | New York Knicks             |
| 8  | Base  | Ebi Ere            | 1981    | Liège                       |
| 9  | Base  | Jeff Varem         | 1983    | Pau Orthez                  |
| 10 | Pívot | Julius Nwosu       | 1971    | CSU Asesoft Ploiesti        |
| 11 | Alero | Derrick Obahosan   | 1981    | Hyéres-Toulon               |
| 12 | Alero | Tunji Awojobi      | 1973    | Hapoel Jerusalem            |
| 13 | Alero | Gabe Muoneke       | 1978    | Pınar Karşıyaka             |
| 14 | Alero | Aloysius Anagonye  | 1981    | DKV Joventut                |
| 15 | Pívot | Ikenne Nwankwo     | 1973    | Madeira                     |

#### Serbia y Montenegro
Entrenador: Dragan Šakota

| #  | Pos   | Nombre            | Año nac | Equipo                |
| -- | ----- | ----------------- | ------- | --------------------- |
| 4  | Base  | Bojan Popović     | 1983    | Dynamo Moscow         |
| 5  | Alero | Branko Jorović    | 1981    | Akasvayu Girona       |
| 6  | Base  | Vule Avdalović    | 1981    | Pamesa Valencia       |
| 7  | Pívot | Miroslav Raičević | 1981    | Dynamo Moscow         |
| 8  | Base  | Igor Rakočević    | 1978    | TAU Cerámica          |
| 9  | Pívot | Mile Ilić         | 1984    | New Jersey Nets       |
| 10 | Base  | Uroš Tripković    | 1986    | Partizan              |
| 11 | Pívot | Darko Miličić     | 1985    | Orlando Magic         |
| 12 | Pívot | Goran Nikolić     | 1976    | MMT Estudiantes       |
| 13 | Base  | Marko Marinović   | 1983    | Akasvayu Girona       |
| 14 | Alero | Ognjen Aškrabić   | 1979    | Dynamo St. Petersburg |
| 15 | Pívot | Kosta Perović     | 1985    | Partizan              |

#### Venezuela
Entrenador: Néstor Salazar
| #  | Pos   | Nombre                | Año nac | Equipo                    |
| -- | ----- | --------------------- | ------- | ------------------------- |
| 4  | Alero | Víctor Díaz           | 1968    | Cocodrilos de Caracas     |
| 5  | Pívot | Pablo Machado         | 1977    | Guaros de Lara            |
| 6  | Base  | Ernesto Mijares       | 1976    | Marinos de Anzoátegui     |
| 7  | Pívot | Richard Lugo          | 1973    | Trotamundos de Carabobo   |
| 8  | Alero | Tomás Aguilera        | 1977    | Trotamundos de Carabobo   |
| 9  | Alero | Óscar Torres          | 1976    | BC Khimki                 |
| 10 | Base  | Carlos Cedeño         | 1985    | Guaiaqueries de Margarita |
| 11 | Pívot | Miguel Ángel Marriaga | 1984    | Gaiteros de Zulia         |
| 12 | Alero | Gregory Vallenilla    | 1980    | Guaiaqueries de Margarita |
| 13 | Alero | Alejandro Barrios     | 1979    | Trotamundos de Carabobo   |
| 14 | Pívot | Herbert Bayona        | 1978    | Guaiaqueries de Margarita |
| 15 | Alero | Carlos Morris         | 1975    | Gatos de Monaga           |

## Grupo B

### Angola
Entrenador: Antonio Carvalho
| #  | Pos   | Nombre             | Año nac | Equipo                  |
| -- | ----- | ------------------ | ------- | ----------------------- |
| 4  | Base  | Olímpio Cipriano   | 1982    | Primeiro de Agosto      |
| 5  | Base  | Armando Costa      | 1983    | Primeiro de Agosto      |
| 6  | Base  | Carlos Morais      | 1985    | Petro Atlético          |
| 7  | Base  | Milton Barros      | 1984    | Petro Atlético          |
| 8  | Base  | Luís Costa         | 1978    | Petro Atlético          |
| 9  | Alero | Victor De Carvalho | 1969    | Petro Atlético          |
| 10 | Alero | Joaquim Gomes      | 1980    | Eiffel Towers Den Bosch |
| 11 | Alero | Emanuel Neto       | 1984    | Atlético Aviação        |
| 12 | Pívot | Abdel Bouckar      | 1980    | Primeiro de Agosto      |
| 13 | Base  | Carlos Almeida     | 1976    | Primeiro de Agosto      |
| 14 | Base  | Miguel Lutonda     | 1971    | Primeiro de Agosto      |
| 15 | Pívot | Eduardo Mingas     | 1979    | Petro Atlético          |

### Alemania
Entrenador: Dirk Bauermann
| #  | Pos   | Nombre            | Año nac | Equipo                  |
| -- | ----- | ----------------- | ------- | ----------------------- |
| 4  | Base  | Mithat Demirel    | 1978    | Galatasaray             |
| 5  | Alero | Ademola Okulaja   | 1975    | Khimki                  |
| 6  | Alero | Sven Schultze     | 1978    | Armani Jeans Milano     |
| 7  | Alero | Robert Garrett    | 1977    | GHP Bamberg             |
| 8  | Base  | Johannes Herber   | 1983    | ALBA Berlin             |
| 9  | Base  | Steffen Hamann    | 1977    | Climamio Bologna        |
| 10 | Base  | Demond Greene     | 1979    | ALBA Berlin             |
| 11 | Base  | Pascal Roller     | 1976    | Deutsche Bank Skyliners |
| 12 | Alero | Guido Grünheid    | 1982    | RheinEnergie Köln       |
| 13 | Pívot | Patrick Femerling | 1975    | Caja San Fernando       |
| 14 | Alero | Dirk Nowitzki     | 1978    | Dallas Mavericks        |
| 15 | Pívot | Jan-Hendrik Jagla | 1981    | Turk Telekom Ankara     |

### Japón
Entrenador: Željko Pavličević
| #  | Pos   | Nombre             | Año nac | Equipo             |
| -- | ----- | ------------------ | ------- | ------------------ |
| 4  | Base  | Takuya Kawamura    | 1986    | OSG Phoenix        |
| 5  | Pívot | Daiji Yamada       | 1981    | Toyota Alvark      |
| 6  | Alero | Ryota Sakurai      | 1983    | Toyota Alvark      |
| 7  | Base  | Kei Igarashi       | 1980    | Hitachi Sunrockers |
| 8  | Base  | Shinsuke Kashiwagi | 1981    | Aishin Sea Horses  |
| 9  | Base  | Takehiko Orimo     | 1970    | Toyota Alvark      |
| 10 | Alero | Kousuke Takeuchi   | 1985    | Keio University    |
| 11 | Alero | Tomoo Amino        | 1980    | Aishin Sea Horses  |
| 12 | Base  | Takahiro Setsumasa | 1972    | Toshiba Brave      |
| 13 | Alero | Satoru Furuta      | 1971    | Toyota Alvark      |
| 14 | Alero | Shunsuke Ito       | 1979    | Toshiba Brave      |
| 15 | Pívot | Joji Takeuchi      | 1985    | Tokai University   |

### Nueva Zelanda
Entrenador: Tab Baldwin
| #  | Pos   | Nombre         | Año nac | Equipo                |
| -- | ----- | -------------- | ------- | --------------------- |
| 4  | Base  | Mark Dickel    | 1976    | Lokomotiv Rostov      |
| 5  | Base  | Aaron Olson    | 1978    | New Zealand Breakers  |
| 6  | Base  | Kirk Penney    | 1980    | Maccabi Tel Aviv      |
| 7  | Base  | Paul Henare    | 1979    | New Zealand Breakers  |
| 8  | Base  | Phil Jones     | 1974    | Vertical Vision Cantù |
| 9  | Base  | Paora Winitana | 1976    | G&H Hawks             |
| 10 | Base  | Dillon Boucher | 1975    | Brisbane Bullets      |
| 11 | Alero | Pero Cameron   | 1974    | Bandirma Banvitspor   |
| 12 | Alero | Mika Vukona    | 1982    | Nelson Giants         |
| 13 | Alero | Casey Frank    | 1977    | Auckland Stars        |
| 14 | Pívot | Craig Bradshaw | 1983    | Winthrop University   |
| 15 | Pívot | Tony Rampton   | 1976    | Wollongong Hawks      |

### Panamá
Entrenador: Guillermo Vecchio
| #  | Pos   | Nombre                 | Año nac | Equipo                  |
| -- | ----- | ---------------------- | ------- | ----------------------- |
| 4  | Pívot | Rubén Garcés           | 1973    | Pamesa Valencia         |
| 5  | Base  | Jair Peralta           | 1976    | Panteras de Miranda     |
| 6  | Base  | Rubén Douglas          | 1979    | Pamesa Valencia         |
| 7  | Base  | Maximiliano Gómez      | 1975    | Los Toros del Chorrillo |
| 8  | Pívot | Kevin Daley            | 1976    | Harlem Globetrotters    |
| 9  | Pívot | Jamaal Levy            | 1983    | Atlético Bigua          |
| 10 | Alero | Dionisio Gómez Camargo | 1980    | Central Entrerriano     |
| 11 | Base  | Michael Hicks          | 1976    | Scavolini Pesaro        |
| 12 | Base  | Ed Cota                | 1976    | Hapoel Jerusalem        |
| 13 | Alero | Antonio García         | 1976    | Los Toros del Chorrillo |
| 14 | Alero | Jaime Lloreda          | 1980    | Al-Ittihad              |
| 15 | Pívot | Eric Cárdenas          | 1973    | Defensor                |

### España
Entrenador: Pepu Hernández
| #  | Pos   | Nombre               | Año nac | Equipo                  |
| -- | ----- | -------------------- | ------- | ----------------------- |
| 4  | Pívot | Pau Gasol            | 1980    | Memphis Grizzlies       |
| 5  | Base  | Rudy Fernández       | 1985    | DKV Joventut            |
| 6  | Base  | Carlos Cabezas       | 1980    | Unicaja Málaga          |
| 7  | Base  | Juan Carlos Navarro  | 1980    | Winterthur FC Barcelona |
| 8  | Alero | José Manuel Calderón | 1981    | Toronto Raptors         |
| 9  | Pívot | Felipe Reyes         | 1980    | Real Madrid             |
| 10 | Alero | Carlos Jiménez       | 1976    | Unicaja Málaga          |
| 11 | Base  | Sergio Rodríguez     | 1986    | Portland Trail Blazers  |
| 12 | Base  | Berni Rodríguez      | 1980    | Unicaja Málaga          |
| 13 | Pívot | Marc Gasol           | 1985    | Akasvayu Girona         |
| 14 | Alero | Álex Mumbrú          | 1979    | Real Madrid             |
| 15 | Alero | Jorge Garbajosa      | 1977    | Toronto Raptors         |

## Grupo C

### Australia
Entrenador: Brian Goorjian
| #  | Pos   | Nombre             | Año nac | Equipo                |
| -- | ----- | ------------------ | ------- | --------------------- |
| 4  | Pívot | Andrew Bogut       | 1984    | Milwaukee Bucks       |
| 5  | Alero | David Barlow       | 1983    | Sydney Kings          |
| 6  | Alero | Samuel Mackinnon   | 1976    | Brisbane Bullets      |
| 7  | Base  | Luke Kendall       | 1978    | Sydney Kings          |
| 8  | Alero | Brad Newley        | 1982    | Townsville Crocodiles |
| 9  | Alero | C.T. Bruton        | 1978    | Brisbane Bullets      |
| 10 | Alero | Jason Mathew Smith | 1974    | Sydney Kings          |
| 11 | Alero | Mark Worthington   | 1983    | Sydney Kings          |
| 12 | Alero | Daniel Kickert     | 1983    | Saint Mary's College  |
| 13 | Pívot | Russell Hinder     | 1975    | Sydney Kings          |
| 14 | Base  | Aaron Bruce        | 1984    | Baylor University     |
| 15 | Pívot | Wade Helliwell     | 1979    | Lottomatica Roma      |

### Brasil
Entrenador: Lula Ferreira
| #  | Pos   | Nombre               | Año nac | Equipo              |
| -- | ----- | -------------------- | ------- | ------------------- |
| 4  | Base  | Marcelo Machado      | 1975    | Žalgiris Kaunas     |
| 5  | Base  | Nezinho dos Santos   | 1985    | COC Ribeirao Preto  |
| 6  | Alero | Murilo Becker        | 1983    | Franca              |
| 7  | Pívot | Estevam Ferreira     | 1978    | Unitri Uberlândia   |
| 8  | Base  | Leandro Barbosa      | 1982    | Phoenix Suns        |
| 9  | Base  | Marcelinho Huertas   | 1983    | DKV Joventut        |
| 10 | Base  | Alex Garcia          | 1980    | COC Ribeirao Preto  |
| 11 | Alero | Anderson Varejão     | 1982    | Cleveland Cavaliers |
| 12 | Alero | Guilherme Giovannoni | 1980    | Virtus Bologna      |
| 13 | Pívot | Caio Torres          | 1987    | MMT Estudiantes     |
| 14 | Pívot | Andre Bambú          | 1979    | Joinville           |
| 15 | Pívot | Tiago Splitter       | 1985    | TAU Cerámica        |

### Grecia
Entrenador: Panagiotis Giannakis
| #  | Pos   | Nombre                  | Año nac | Equipo                  |
| -- | ----- | ----------------------- | ------- | ----------------------- |
| 4  | Base  | Theodoros Papaloukas    | 1977    | CSKA Moscú              |
| 5  | Base  | Vassilis Spanoulis      | 1982    | Houston Rockets         |
| 6  | Base  | Nikos Zisis             | 1983    | Benetton Treviso        |
| 7  | Pívot | Sofoklis Schortsianitis | 1985    | Olympiacos              |
| 8  | Alero | Panagiotis Vasilopoulos | 1984    | Olympiacos              |
| 9  | Alero | Antonis Fotsis          | 1981    | Dynamo Moscow           |
| 10 | Base  | Nikos Hatzivrettas      | 1977    | Panathinaikos           |
| 11 | Alero | Dimos Dikoudis          | 1977    | Panathinaikos           |
| 12 | Alero | Kostas Tsartsaris       | 1979    | Panathinaikos           |
| 13 | Base  | Dimitris Diamantidis    | 1980    | Panathinaikos           |
| 14 | Pívot | Lazaros Papadopoulos    | 1980    | Dynamo Moscow           |
| 15 | Alero | Michalis Kakiouzis      | 1976    | Winterthur FC Barcelona |

### Lituania
Entrenador: Antanas Sireika
| #  | Pos   | Nombre              | Año nac | Equipo             |
| -- | ----- | ------------------- | ------- | ------------------ |
| 4  | Base  | Tomas Delininkaitis | 1982    | Lietuvos Rytas     |
| 5  | Alero | Mindaugas Žukauskas | 1975    | Scavolini Pesaro   |
| 6  | Base  | Arvydas Macijauskas | 1980    | Olympiacos         |
| 7  | Alero | Darjus Lavrinovic   | 1979    | Unics Kazan        |
| 8  | Base  | Giedrius Gustas     | 1980    | Dynamo Moscow      |
| 9  | Alero | Darius Songaila     | 1978    | Washington Wizards |
| 10 | Base  | Mantas Kalnietis    | 1986    | Žalgiris Kaunas    |
| 11 | Alero | Linas Kleiza        | 1985    | Denver Nuggets     |
| 12 | Pívot | Kšyštof Lavrinovič  | 1979    | Unics Kazan        |
| 13 | Base  | Simas Jasaitis      | 1982    | Maccabi Tel Aviv   |
| 14 | Alero | Paulius Jankūnas    | 1984    | Žalgiris Kaunas    |
| 15 | Pívot | Robertas Javtokas   | 1980    | Panathinaikos      |

### Catar
Entrenador: Joseph Stiebing
| #  | Pos   | Nombre                  | Año nac | Equipo     |
| -- | ----- | ----------------------- | ------- | ---------- |
| 4  | Base  | Khalid Al Nasr          | 1980    | Al Arabi   |
| 5  | Base  | Malek Saleem            | 1985    | Al Rayyan  |
| 6  | Base  | Saad Abdulraham Ali     | 1985    | As Saad    |
| 7  | Base  | Daoud Musa              | 1982    | Qatar Club |
| 8  | Alero | Khaled Suleyman         | 1987    | As Saad    |
| 9  | Alero | Ali Turki               | 1982    | Al Jaysh   |
| 10 | Alero | Baker Ahmad Mohammed    | 1986    | Al Rayyan  |
| 11 | Alero | Erfan Ali Saeed         | 1983    | Al Rayyan  |
| 12 | Pívot | Mohammed Saleem Abdulla | 1982    | Al Rayyan  |
| 13 | Alero | Hammam Ismail           | 1983    |            |
| 14 | Pívot | Hashim Zaidan           | 1980    | Al Alhi    |
| 15 | Pívot | Omer Abgader Salem      | 1983    | Al Rayyan  |

### Turquía
Entrenador: Bogdan Tanjević
| #  | Pos   | Nombre          | Año nac | Equipo                          |
| -- | ----- | --------------- | ------- | ------------------------------- |
| 4  | Base  | Cenk Akyol      | 1987    | Efes Pilsen                     |
| 5  | Pívot | Ermal Kurtoğlu  | 1980    | Efes Pilsen                     |
| 6  | Base  | Engin Atsur     | 1984    | North Carolina State University |
| 7  | Base  | Ender Arslan    | 1983    | Efes Pilsen                     |
| 8  | Alero | Ersan Ilyasova  | 1987    | Milwaukee Bucks                 |
| 9  | Base  | Serkan Erdoğan  | 1978    | TAU Cerámica                    |
| 10 | Alero | İbrahim Kutluay | 1974    | Fenerbahçe Ülkerspor            |
| 11 | Pívot | Fatih Solak     | 1980    | Galatasaray                     |
| 12 | Pívot | Kerem Gönlüm    | 1977    | Efes Pilsen                     |
| 13 | Pívot | Semih Erden     | 1986    | Fenerbahçe Ülkerspor            |
| 14 | Pívot | Kaya Peker      | 1980    | TAU Cerámica                    |
| 15 | Base  | Hakan Demirel   | 1986    | Fenerbahçe Ülkerspor            |

## Grupo D

### China
Entrenador: Jonas Kazlauskas
| #  | Pos   | Nombre         | Año nac | Equipo                    |
| -- | ----- | -------------- | ------- | ------------------------- |
| 4  | Base  | Chen Jianghua  | 1989    | Guangdong Southern Tigers |
| 5  | Base  | Liu Wei        | 1980    | Shanghai Sharks           |
| 6  | Base  | Zhang Qingpeng | 1985    | Liaoning Hunters          |
| 7  | Alero | Wang Shipeng   | 1983    | Guangdong Southern Tigers |
| 8  | Alero | Zhu Fangyu     | 1983    | Guangdong Southern Tigers |
| 9  | Base  | Sun Yue        | 1985    | Beijing Aoshen Olympian   |
| 10 | Pívot | Zhang Songtao  | 1985    | Beijing Aoshen Olympian   |
| 11 | Pívot | Yi Jianlian    | 1987    | Guangdong Southern Tigers |
| 12 | Pívot | Mo Ke          | 1982    | Bayi Rockets              |
| 13 | Pívot | Yao Ming       | 1980    | Houston Rockets           |
| 14 | Pívot | Wang Zhizhi    | 1979    | Bayi Rockets              |
| 15 | Alero | Du Feng        | 1981    | Guangdong Southern Tigers |

### Italia
Entrenador: Carlo Recalcati
| #  | Pos   | Nombre             | Año nac | Equipo                  |
| -- | ----- | ------------------ | ------- | ----------------------- |
| 4  | Base  | Fabio Di Bella     | 1978    | VidiVici Bologna        |
| 5  | Base  | Gianluca Basile    | 1975    | Winterthur FC Barcelona |
| 6  | Alero | Stefano Mancinelli | 1983    | Climamio Bologna        |
| 7  | Base  | Matteo Soragna     | 1975    | Benetton Treviso        |
| 8  | Pívot | Denis Marconato    | 1975    | Winterthur FC Barcelona |
| 9  | Base  | Marco Belinelli    | 1986    | Climamio Bologna        |
| 10 | Base  | Andrea Pecile      | 1980    | Montepaschi Siena       |
| 11 | Alero | Andrea Michelori   | 1978    | VidiVici Bologna        |
| 12 | Alero | Mason Rocca        | 1977    | Carpisa Napoli          |
| 13 | Base  | Marco Mordente     | 1979    | Benetton Treviso        |
| 14 | Pívot | Luca Garri         | 1982    | Lottomatica Roma        |
| 15 | Alero | Angelo Gigli       | 1983    | Benetton Treviso        |

### Puerto Rico
Entrenador: Julio Toro
| #  | Pos   | Nombre              | Año nac | Equipo                     |
| -- | ----- | ------------------- | ------- | -------------------------- |
| 4  | Pívot | Peter John Ramos    | 1985    | Washington Wizards         |
| 5  | Alero | Angelo Reyes        | 1982    | Criollos de Caguas         |
| 6  | Base  | Roberto Hatton      | 1977    | Leones de Ponce            |
| 7  | Base  | Carlos Arroyo       | 1979    | Orlando Magic              |
| 8  | Base  | Rick Apodaca        | 1980    | Polpak Świecie             |
| 9  | Base  | Christian Dalmau    | 1975    | Prokom Trefl Sopot         |
| 10 | Base  | Elías Ayuso         | 1977    | Capitanes de Arecibo       |
| 11 | Alero | Antonio Látimer     | 1978    | Atléticos de San Germán    |
| 12 | Base  | Filiberto Rivera    | 1982    | Criollos de Caguas         |
| 13 | Pívot | Manuel Narváez      | 1981    | Leones de Ponce            |
| 14 | Alero | Carmelo Antrone Lee | 1977    | Conquistadores de Guaynabo |
| 15 | Pívot | Daniel Santiago     | 1976    | Unicaja Málaga             |

### Senegal
Entrenador: Moustapha Gaye
| #  | Pos   | Nombre            | Año nac | Equipo                   |
| -- | ----- | ----------------- | ------- | ------------------------ |
| 4  | Pívot | Makthar N'Diaye   | 1972    | Levallois                |
| 5  | Base  | El Kabir Pene     | 1984    | Clermont-Ferrand         |
| 6  | Base  | Pape Ibrahim Faye | 1980    | Al Rayyan                |
| 7  | Base  | Babacar Cissé     | 1976    | Le Havre                 |
| 8  | Alero | Sitapha Savané    | 1978    | Gran Canaria Grupo Dunas |
| 9  | Alero | Maleye N'Doye     | 1980    | Dijon                    |
| 10 | Base  | Mamadou Diouf     | 1983    | Sendai 89ers             |
| 11 | Alero | Souleymane Aw     | 1981    | ASCC BOPP                |
| 12 | Alero | Moustapha Niang   | 1977    | Chorale Roanne           |
| 13 | Pívot | Mamadou N'Diaye   | 1975    | PAOK                     |
| 14 | Pívot | Ndongo N'Diaye    | 1977    | Primeiro de Agosto       |
| 15 | Alero | Malick Badiane    | 1984    | Deutsche Bank Skyliners  |

### Eslovenia
Entrenador: Aleš Pipan
| #  | Pos   | Nombre              | Año nac | Equipo                  |
| -- | ----- | ------------------- | ------- | ----------------------- |
| 4  | Alero | Goran Jurak         | 1977    | Vertical Vision Cantù   |
| 5  | Base  | Jaka Lakovič        | 1978    | Winterthur FC Barcelona |
| 6  | Base  | Sašo Ožbolt         | 1981    | Olimpija Ljubljana      |
| 7  | Base  | Sani Bečirovič      | 1981    | Climamio Bologna        |
| 8  | Pívot | Radoslav Nesterović | 1976    | Toronto Raptors         |
| 9  | Base  | Beno Udrih          | 1982    | San Antonio Spurs       |
| 10 | Alero | Boštjan Nachbar     | 1981    | New Jersey Nets         |
| 11 | Alero | Željko Zagorac      | 1981    | Domžale                 |
| 12 | Base  | Marko Milič         | 1977    | Olimpija Ljubljana      |
| 13 | Base  | Goran Dragić        | 1986    | Slovan Ljubljana        |
| 14 | Pívot | Uroš Slokar         | 1983    | Toronto Raptors         |
| 15 | Pívot | Primož Brezec       | 1979    | Charlotte Bobcats       |

### Estados Unidos
Entrenador: Mike Krzyzewski
| #  | Pos   | Nombre          | Año nac | Equipo               |
| -- | ----- | --------------- | ------- | -------------------- |
| 4  | Alero | Joe Johnson     | 1981    | Atlanta Hawks        |
| 5  | Base  | Kirk Hinrich    | 1981    | Chicago Bulls        |
| 6  | Base  | LeBron James    | 1984    | Cleveland Cavaliers  |
| 7  | Alero | Antawn Jamison  | 1976    | Washington Wizards   |
| 8  | Alero | Shane Battier   | 1978    | Houston Rockets      |
| 9  | Base  | Dwyane Wade     | 1982    | Miami Heat           |
| 10 | Base  | Chris Paul      | 1985    | NO/OKC Hornets       |
| 11 | Pívot | Chris Bosh      | 1984    | Toronto Raptors      |
| 12 | Pívot | Dwight Howard   | 1985    | Orlando Magic        |
| 13 | Pívot | Brad Miller     | 1976    | Sacramento Kings     |
| 14 | Alero | Elton Brand     | 1979    | Los Angeles Clippers |
| 15 | Alero | Carmelo Anthony | 1984    | Denver Nuggets       |

- Datos: Q598903